# Atletismo nos Jogos Olímpicos de Verão de 1924
Nos Jogos Olímpicos de Verão de 1924, 27 eventos do atletismo foram realizados, todos masculinos. Duas provas foram excluídas do programa em relação aos Jogos anteriores em Antuérpia: os 3 km de marcha atlética e o lançamento de peso de 25,4 kg.

## Medalhistas
Masculino
| Evento                            | Ouro                                                                                   | Prata                                                                          | Bronze                                                                      |
| --------------------------------- | -------------------------------------------------------------------------------------- | ------------------------------------------------------------------------------ | --------------------------------------------------------------------------- |
| 100 metros detalhes               | Harold Abrahams GBR Grã-Bretanha                                                       | Jackson Scholz USA Estados Unidos                                              | Arthur Porritt NZL Nova Zelândia                                            |
| 200 metros detalhes               | Jackson Scholz USA Estados Unidos                                                      | Charles Paddock USA Estados Unidos                                             | Eric Liddell GBR Grã-Bretanha                                               |
| 400 metros detalhes               | Eric Liddell GBR Grã-Bretanha                                                          | Horatio Fitch USA Estados Unidos                                               | Guy Butler GBR Grã-Bretanha                                                 |
| 800 metros detalhes               | Douglas Lowe GBR Grã-Bretanha                                                          | Paul Martin SUI Suíça                                                          | Schuyler Enck USA Estados Unidos                                            |
| 1500 metros detalhes              | Paavo Nurmi FIN Finlândia                                                              | Willy Schärer SUI Suíça                                                        | Henry Stallard GBR Grã-Bretanha                                             |
| 3000 metros por equipe detalhes   | Paavo Nurmi Ville Ritola Elias Katz FIN Finlândia                                      | Bernhard McDonald Harry Johnston George Webber GBR Grã-Bretanha                | Edward Kirby William Cox Willard Tibbetts USA Estados Unidos                |
| 5000 metros detalhes              | Paavo Nurmi FIN Finlândia                                                              | Ville Ritola FIN Finlândia                                                     | Edvin Wide SWE Suécia                                                       |
| 10000 metros detalhes             | Ville Ritola FIN Finlândia                                                             | Edvin Wide SWE Suécia                                                          | Eero Berg FIN Finlândia                                                     |
| 110 m com barreiras detalhes      | Daniel Kinsey USA Estados Unidos                                                       | Sydney Atkinson RSA África do Sul                                              | Sten Pettersson USA Estados Unidos                                          |
| 400 m com barreiras detalhes      | Morgan Taylor USA Estados Unidos                                                       | Erik Wilén FIN Finlândia                                                       | Ivan Riley USA Estados Unidos                                               |
| 3000 m com obstáculos detalhes    | Ville Ritola FIN Finlândia                                                             | Elias Katz FIN Finlândia                                                       | Paul Bontemps FRA França                                                    |
| Cross-country individual detalhes | Paavo Nurmi FIN Finlândia                                                              | Ville Ritola FIN Finlândia                                                     | Earl Johnson USA Estados Unidos                                             |
| Cross-country por equipe detalhes | Paavo Nurmi Ville Ritola Heikki Liimatainen FIN Finlândia                              | Earl Johnson Arthur Studenroth August Fager USA Estados Unidos                 | Henri Lauvaux Gaston Heuet Maurice Norland FRA França                       |
| Revezamento 4x100 m detalhes      | Loren Murchison Louis Clarke Frank Hussey Alfred LeConey USA Estados Unidos            | Harold Abrahams Walter Rangeley William Nichol Lancelot Royle GBR Grã-Bretanha | Jan de Vries Jacob Boot Harry Broos Marinus van den Berge NED Países Baixos |
| Revezamento 4x400 m detalhes      | Commodore Cochran Alan Helffrich Oliver MacDonald William Stevenson USA Estados Unidos | Artur Svensson Erik Byléhn Gustaf Wejnarth Nils Engdahl SWE Suécia             | Edward Toms George Renwick Richard Ripley Guy Butler GBR Grã-Bretanha       |
| Maratona detalhes                 | Albin Stenroos FIN Finlândia                                                           | Romeo Bertini ITA Itália                                                       | Clarence DeMar USA Estados Unidos                                           |
| Marcha atlética 10 km detalhes    | Ugo Frigerio ITA Itália                                                                | Gordon Goodwin GBR Grã-Bretanha                                                | Cecil McMaster RSA África do Sul                                            |
| Salto em altura detalhes          | Harold Osborn USA Estados Unidos                                                       | Leroy Brown USA Estados Unidos                                                 | Pierre Lewden FRA França                                                    |
| Salto com vara detalhes           | Lee Barnes USA Estados Unidos                                                          | Glen Graham USA Estados Unidos                                                 | James Brooker USA Estados Unidos                                            |
| Salto em distância detalhes       | William DeHart Hubbard USA Estados Unidos                                              | Edward Gourdin USA Estados Unidos                                              | Sverre Hansen NOR Noruega                                                   |
| Salto triplo detalhes             | Nick Winter AUS Austrália                                                              | Luis Brunetto ARG Argentina                                                    | Vilho Tuulos FIN Finlândia                                                  |
| Arremesso de peso detalhes        | Clarence Houser USA Estados Unidos                                                     | Glenn Hartranft USA Estados Unidos                                             | Ralph Hills GER Alemanha                                                    |
| Lançamento de dardo detalhes      | Jonni Myyrä FIN Finlândia                                                              | Gunnar Lindström SWE Suécia                                                    | Eugene Oberst USA Estados Unidos                                            |
| Lançamento de disco detalhes      | Clarence Houser USA Estados Unidos                                                     | Vilho Niittymaa FIN Finlândia                                                  | Thomas Lieb USA Estados Unidos                                              |
| Lançamento de martelo detalhes    | Fred Tootell USA Estados Unidos                                                        | Matt McGrath USA Estados Unidos                                                | Malcolm Nokes GBR Grã-Bretanha                                              |
| Pentatlo detalhes                 | Eero Lehtonen FIN Finlândia                                                            | Elemér Somfay HUN Hungria                                                      | Robert LeGendre USA Estados Unidos                                          |
| Decatlo detalhes                  | Harold Osborn USA Estados Unidos                                                       | Emerson Norton USA Estados Unidos                                              | Aleksander Klumberg-Kolmpere EST Estônia                                    |

## Quadro de medalhas
| Ordem | País               | Medalha de ouro | Medalha de prata | Medalha de bronze |    |
| ----- | ------------------ | --------------- | ---------------- | ----------------- | -- |
| 1     | USA Estados Unidos | 12              | 10               | 10                | 32 |
| 2     | FIN Finlândia      | 10              | 5                | 2                 | 17 |
| 3     | GBR Grã-Bretanha   | 3               | 3                | 5                 | 11 |
| 4     | ITA Itália         | 1               | 1                |                   | 2  |
| 5     | AUS Austrália      | 1               |                  |                   | 1  |
| 6     | SWE Suécia         |                 | 3                | 2                 | 5  |
| 7     | SUI Suíça          |                 | 2                |                   | 2  |
| 8     | RSA África do Sul  |                 | 1                | 1                 | 2  |
| 9     | ARG Argentina      |                 | 1                |                   | 1  |
| 9     | HUN Hungria        |                 | 1                |                   | 1  |
| 11    | FRA França         |                 |                  | 3                 | 3  |
| 12    | EST Estônia        |                 |                  | 1                 | 1  |
| 12    | NOR Noruega        |                 |                  | 1                 | 1  |
| 12    | NZL Nova Zelândia  |                 |                  | 1                 | 1  |
| 12    | NED Países Baixos  |                 |                  | 1                 | 1  |
| TOTAL | TOTAL              | 27              | 27               | 27                | 81 |